# Division 2 1948/49
Die Division 2 1948/49 war die zehnte Austragung der zweithöchsten französischen Fußballliga. Zweitligameister wurde Racing Lens.
Die Spiele fanden zwischen August 1948 und Ende Mai 1949 statt. Eine „Winterpause“ gab es nur über die Weihnachtstage und Neujahr.

## Vereine
Teilnahmeberechtigt waren die 16 Vereine, die nach der vorangegangenen Spielzeit weder in die erste Division aufgestiegen waren noch ihren Profistatus – freiwillig wie die AS des Charentes Angoulême oder gezwungenermaßen wie AS Avignon – aufgegeben hatten. Dazu kamen ein Erstligaabsteiger sowie zwei Neulinge, die Profistatus angenommen hatten. Zudem spielte, allerdings außer Konkurrenz, der „FC Sarrebruck“ in diesem Jahr in der Division 2 mit (siehe unten).
Somit spielten in dieser Saison offiziell folgende 19 Mannschaften um die Zweitligameisterschaft:
- vier Mannschaften aus dem äußersten Norden (US Valenciennes-Anzin, SA Douai, AC Amiens, Racing Lens),
- zwei aus Paris und der Champagne (CA Paris, AS Troyes-Savinienne),
- einer aus dem Nordosten (Racing Club Franc-Comtois Besançon),
- sechs aus dem Westen (Le Havre AC, FC Rouen, US Le Mans, FC Nantes, SCO Angers, Girondins AS du Port Bordeaux),
- sechs aus dem Südosten (Lyon Olympique Universitaire, AS Béziers, Absteiger Olympique Alès, Olympique Nîmes sowie die Neulinge SC Toulon und AS Monaco).

Einen direkten Auf- und Abstieg in Abhängigkeit vom sportlich erzielten Ergebnis hatte es vor dem Zweiten Weltkrieg lediglich zwischen erster und zweiter Profi-Division gegeben; danach war ein Abstieg in die dritthöchste Spielklasse eingeführt worden. Außerdem konnte ein Zweitdivisionär dann absteigen, wenn er seine Lizenz abgab oder sie ihm entzogen wurde. Bisherige Amateurmannschaften hingegen konnten auch weiterhin nur dann zur folgenden Saison in die Division 2 aufsteigen, wenn sie vom zuständigen Verband FFF die Genehmigung erhielten, professionellen Status anzunehmen.

## Saisonverlauf
Jede Mannschaft trug gegen jeden Gruppengegner ein Hin- und ein Rückspiel aus, einmal vor eigenem Publikum und einmal auswärts. Es galt die Zwei-Punkte-Regel; bei Punktgleichheit gab das Torverhältnis den Ausschlag für die Platzierung. In Frankreich wird bei der Angabe des Punktverhältnisses ausschließlich die Zahl der Pluspunkte genannt; hier geschieht dies in der in Deutschland zu Zeiten der 2-Punkte-Regel üblichen Notation.
Die Mannschaft mit der besten Abwehr (Lens) und diejenige mit dem durchschlagskräftigsten Angriff (Bordeaux) setzten sich am Saisonende im Kampf um die Aufstiegsplätze durch. Beide lieferten sich ein Kopf-an-Kopf-Rennen, in dem lediglich das Torverhältnis den Ausschlag dafür gab, dass die Nordfranzosen sich den Titel des Zweitligameisters sichern konnten. Dabei ließen die beiden Teams Rouen und Le Havre, die wie im Vorjahr als Tabellendritter beziehungsweise -vierter am Aufstieg scheiterten, knapp hinter sich.
In der Abstiegszone liefen bis Ende April noch vier Mannschaften Gefahr, den Gang in die Drittklassigkeit antreten zu müssen. Schließlich traf dieses Los Douai, während sich mit dem CA Paris eines der Gründungsmitglieder des Professionalismus von 1932 noch einmal – wie schon in der vorangegangenen Spielzeit – auf den vorletzten Platz retten konnte. In den 342 Begegnungen wurden insgesamt 1.181 Treffer erzielt; das entspricht einem Mittelwert von 3,45 Toren je Spiel. Die Torjägerkrone gewann der Luxemburger Camille Libar (Bordeaux) mit 41 Toren.
Zur folgenden Spielzeit kam aus der Division 1 der Absteiger AS Cannes-Grasse hinzu; außerdem erteilte der Verband – dies war eine Premiere im französischen Profifußball – der zweiten Mannschaft von Olympique Marseille unter dem Namen GSC Marseille 2 die Berechtigung zur Teilnahme am Spielbetrieb der zweiten Liga.

## Abschlusstabelle
| Pl. | Verein                 | Sp. | S  | U  | N  | Tore    | Quote | Punkte |
| --- | ---------------------- | --- | -- | -- | -- | ------- | ----- | ------ |
| 1.  | Racing Lens            | 36  | 21 | 11 | 4  | 065:270 | 2,41  | 53:19  |
| 2.  | Girondins ASP Bordeaux | 36  | 24 | 5  | 7  | 107:490 | 2,18  | 53:19  |
| 3.  | FC Rouen               | 36  | 20 | 11 | 5  | 067:370 | 1,81  | 51:21  |
| 4.  | Le Havre AC            | 36  | 19 | 10 | 7  | 064:300 | 2,13  | 48:24  |
| 5.  | Olympique Nîmes        | 36  | 16 | 10 | 10 | 089:510 | 1,75  | 42:30  |
| 6.  | Olympique Alès (A)     | 36  | 16 | 10 | 10 | 076:570 | 1,33  | 42:30  |
| 7.  | Racing FC Besançon     | 36  | 15 | 10 | 11 | 081:590 | 1,37  | 40:32  |
| 8.  | AS Monaco (N)          | 36  | 17 | 4  | 15 | 070:620 | 1,13  | 38:34  |
| 9.  | FC Nantes              | 36  | 13 | 12 | 11 | 058:530 | 1,09  | 38:34  |
| 10. | Lyon OU                | 36  | 16 | 6  | 14 | 065:720 | 0,90  | 38:34  |
| 11. | SCO Angers             | 36  | 11 | 15 | 10 | 061:490 | 1,24  | 37:35  |
| 12. | AS Béziers             | 36  | 13 | 5  | 18 | 058:650 | 0,89  | 31:41  |
| 13. | SC Toulon (N)          | 36  | 11 | 8  | 17 | 054:700 | 0,77  | 30:42  |
| 14. | AC Amiens              | 36  | 12 | 5  | 19 | 046:700 | 0,66  | 29:43  |
| 15. | US Le Mans             | 36  | 11 | 6  | 19 | 060:920 | 0,65  | 28:44  |
| 16. | AS Troyes-Savinienne   | 36  | 9  | 7  | 20 | 052:900 | 0,58  | 25:47  |
| 17. | US Valenciennes-Anzin  | 36  | 8  | 8  | 20 | 038:760 | 0,50  | 24:48  |
| 18. | CA Paris               | 36  | 5  | 10 | 21 | 035:820 | 0,43  | 20:52  |
| 19. | SA Douai               | 36  | 5  | 7  | 24 | 036:900 | 0,40  | 17:55  |

Platzierungskriterien: 1. Punkte – 2. Torquotient
| (A) | Absteiger aus der Division 1 1947/48 |
| (N) | Neuaufsteiger                        |

## Kreuztabelle
|                        | Alé | Ami | Ang | Bes | Béz | Bor | Dou | LeH | LeM | Len | Lyo | Mon | Nan | Nîm | Par | Rou | Tou | Tro  | Val |
| ---------------------- | --- | --- | --- | --- | --- | --- | --- | --- | --- | --- | --- | --- | --- | --- | --- | --- | --- | ---- | --- |
| Olympique Alès         |     | 3:0 | 4:0 | 4:3 | 4:0 | 2:0 | 2:0 | 2:0 | 6:1 | 1:1 | 4:1 | 0:3 | 2:2 | 1:3 | 6:1 | 0:1 | 2:1 | 1:1  | 1:1 |
| AC Amiens              | 0:2 |     | 2:0 | 2:2 | 2:0 | 0:3 | 3:0 | 1:2 | 5:4 | 0:1 | 0:0 | 1:1 | 3:0 | 2:1 | 1:1 | 3:1 | 4:1 | 2:1  | 1:4 |
| SCO Angers             | 2:2 | 4:1 |     | 2:2 | 1:1 | 1:2 | 1:1 | 2:3 | 7:2 | 0:0 | 2:5 | 2:0 | 0:0 | 2:1 | 0:0 | 1:1 | 1:1 | 6:1  | 4:0 |
| Racing FC Besançon     | 3:0 | 5:0 | 1:1 |     | 1:0 | 6:1 | 7:2 | 0:2 | 2:4 | 0:0 | 2:0 | 4:1 | 3:4 | 1:1 | 3:1 | 1:1 | 4:1 | 1:1  | 6:2 |
| AS Béziers             | 1:0 | 5:1 | 2:1 | 0:3 |     | 2:4 | 3:0 | 0:1 | 1:4 | 1:5 | 4:2 | 3:1 | 1:1 | 2:4 | 3:1 | 1:1 | 3:0 | 6:1  | 4:1 |
| Girondins ASP Bordeaux | 2:3 | 3:0 | 1:1 | 5:0 | 5:2 |     | 7:0 | 2:2 | 5:0 | 0:0 | 2:0 | 4:3 | 5:0 | 4:1 | 1:0 | 2:1 | 4:3 | 10:1 | 2:0 |
| SA Douai               | 2:2 | 1:0 | 0:1 | 0:4 | 1:3 | 3:5 |     | 1:1 | 3:2 | 2:1 | 0:2 | 1:2 | 2:1 | 1:4 | 0:1 | 1:1 | 1:1 | 1:2  | 0:0 |
| Le Havre AC            | 3:1 | 2:0 | 0:0 | 2:0 | 5:0 | 3:3 | 4:0 |     | 4:0 | 3:0 | 2:0 | 3:1 | 1:1 | 4:0 | 0:0 | 0:0 | 4:1 | 3:0  | 3:0 |
| US Le Mans             | 1:0 | 1:2 | 2:2 | 0:1 | 3:2 | 0:3 | 2:1 | 2:1 |     | 1:3 | 0:2 | 3:2 | 6:2 | 3:3 | 2:0 | 0:2 | 3:3 | 1:1  | 3:0 |
| Racing Lens            | 2:2 | 1:1 | 1:0 | 2:0 | 0:0 | 0:0 | 2:0 | 2:0 | 4:1 |     | 6:0 | 3:0 | 4:1 | 2:1 | 0:0 | 2:0 | 2:0 | 3:1  | 2:1 |
| Lyon OU                | 1:1 | 7:1 | 2:3 | 2:1 | 2:0 | 3:5 | 3:1 | 0:0 | 3:0 | 1:4 |     | 1:5 | 2:1 | 1:0 | 3:0 | 1:1 | 1:0 | 2:1  | 3:1 |
| AS Monaco              | 7:0 | 1:4 | 0:0 | 2:1 | 2:1 | 0:5 | 5:0 | 1:2 | 2:1 | 1:2 | 4:0 |     | 0:2 | 1:1 | 5:2 | 2:2 | 1:0 | 3:0  | 3:1 |
| FC Nantes              | 2:3 | 2:0 | 1:2 | 4:4 | 2:0 | 3:1 | 2:1 | 0:1 | 4:1 | 0:0 | 0:0 | 2:1 |     | 1:1 | 1:1 | 2:0 | 4:1 | 5:0  | 0:0 |
| Olympique Nîmes        | 3:3 | 2:0 | 0:2 | 4:0 | 1:3 | 2:0 | 3:2 | 3:0 | 5:1 | 2:2 | 7:1 | 4:0 | 1:1 |     | 4:4 | 7:0 | 3:1 | 7:1  | 5:0 |
| CA Paris               | 0:4 | 2:1 | 0:6 | 2:3 | 1:0 | 2:3 | 4:2 | 1:1 | 1:1 | 0:3 | 1:4 | 1:4 | 1:3 | 1:1 |     | 1:1 | 1:3 | 0:3  | 0:2 |
| FC Rouen               | 2:1 | 2:0 | 1:0 | 2:2 | 1:0 | 1:0 | 6:1 | 2:0 | 6:0 | 3:0 | 4:0 | 4:2 | 0:0 | 2:1 | 3:1 |     | 2:1 | 0:0  | 3:0 |
| SC Toulon              | 5:3 | 2:1 | 5:1 | 0:0 | 1:0 | 0:3 | 2:1 | 1:0 | 2:1 | 3:2 | 4:4 | 2:2 | 0:2 | 0:0 | 3:1 | 3:4 |     | 2:1  | 1:1 |
| AS Troyes-Savinienne   | 1:1 | 3:1 | 2:1 | 3:2 | 2:3 | 2:4 | 1:1 | 1:1 | 1:3 | 0:1 | 1:3 | 1:2 | 4:2 | 0:3 | 1:2 | 1:3 | 4:1 |      | 5:1 |
| US Valenciennes-Anzin  | 1:3 | 0:1 | 2:2 | 1:3 | 1:1 | 2:1 | 0:3 | 2:1 | 1:1 | 1:2 | 4:3 | 1:2 | 1:0 | 2:0 | 1:0 | 0:3 | 1:1 | 2:3  |     |

## 1. FC Saarbrücken – sportlicher und politischer Streitfall
1948 beantragte der Vorstand des 1. FC Saarbrücken die Aufnahme in den professionellen Spielbetrieb Frankreichs. Dafür waren zum einen sportliche, zum anderen auch politische Gründe ursächlich. Ab dieser Saison durften die Fußballer nicht mehr an der deutschen Oberliga Südwest teilnehmen, sondern wurden der saarländischen Ehrenliga zugeordnet. Dafür allerdings schien – und war angesichts ihrer Resultate wohl auch objektiv – die Spielstärke der Malstätter zu hoch. Als Kompromiss mit dem Saarländischen Fußball-Bund ließ der 1. FCS schließlich seine zweite Mannschaft in der Ehrenliga antreten. Der Ligawechsel der ersten Saarbrücker Elf nach Frankreich hing auch damit zusammen, dass das Saarland nach dem Zweiten Weltkrieg bis Mitte der 1950er Jahre ein Territorium mit begrenzter Eigenständigkeit (Protektorat) war, das wesentlich unter dem politischen Einfluss der Vierten Französischen Republik stand.
Saarbrücken erhielt pro Auswärtsspiel eine Garantiesumme von 70.000 französischen Francs (dies entsprach damals rund 890 DM), die nachträglich auf den dem Klub tatsächlich zustehenden Betrag aus den jeweiligen Zuschauereinnahmen – in den dortigen Profiligen herrschte bei Punktspielen Einnahmenteilung im Verhältnis 60:40 – aufgestockt wurde. Allerdings hatte der Verein vor Saisonbeginn auch 2 Mio. FF an Sicherheiten vorzuweisen, bevor der französische Verband endgültig seine Zustimmung erteilte; für diese Summe standen mehrere saarländische Industriebetriebe und Banken gerade. Die Ergebnisse der Zweitligaspiele des FC Sarrebruck wurden im offiziellen Verbandsorgan France Football Officiel nicht bekanntgegeben. Anlässlich des 100-jährigen Vereinsjubiläums (2003) wurde versucht, sämtliche Resultate ausfindig zu machen; eine entsprechende Webseite ist bisher bezüglich 37 der 38 Begegnungen fündig geworden. Lediglich das Heimspiel gegen Bordeaux fehlt dort noch; möglicherweise trifft hierfür die Behauptung zu, Bordeaux habe auf die Austragung verzichtet, „um nicht … blamiert zu werden“. Danach gewann der 1. FCS 27 Begegnungen – darunter zweimal (5:1 und 3:0) gegen Meister Lens –, spielte sieben Mal unentschieden und verlor nur drei Partien (in Nantes, Bordeaux und Valenciennes). Gegen Béziers trug er beide Spiele auf dem Platz des Gegners aus. Bei demnach 61:13 Punkten soll ein Gesamttorverhältnis von 148:46 zu Buche gestanden haben. Laut einer anderen Webseite, derjenigen der RSSSF, sind nur 34 Ergebnisse bekannt, die sich zu insgesamt 57:11 Punkten bei einem Torverhältnis von 133:41 summieren. In beiden Fällen hätten die Saarländer die Spielzeit auf dem ersten Platz beendet, was allerdings rein theoretischer Natur blieb: aufsteigen durfte die Mannschaft nicht. Zudem weiß man nicht, ob die gegnerischen Teams an ein Punktspiel gegen Sarrebruck nicht mit einer anderen Ein- und Aufstellung herangegangen wären als an ein Freundschaftsspiel. Erfolgreichste Angreifer des Klubs waren Herbert Binkert (41 Tore), Peter Momber (27), Kurt Clemens (21), Karl Berg (14), Franz Immig (12), Robert Schreiner, genannt Schreiner II (11) und Jakob Balzert (10).
Im Juni 1949 beantragten die Saarbrücker daraufhin ihre offizielle Aufnahme in die FFF. Verbandspräsident Jules Rimet und die französische Regierung („aus nationalen Interessen“) befürworteten den Antrag; aber es gab innerhalb der FFF Widerstände, besonders massiv von Seiten der Regionalverbände des Elsass und Lothringens sowie des Groupement Professionnel, also der Organisation der Profiklubs. Zudem herrschte in der französischen Öffentlichkeit noch eine verbreitete Skepsis bis hin zur Ablehnung einer deutsch-französischen Annäherung. Im Ergebnis lehnte der FFF-Bundesrat den Antrag ab; daraufhin organisierte der 1. FC Saarbrücken von 1949 bis 1951 in Eigenregie einen internationalen Wettbewerb, den Internationalen Saarlandpokal, an dem er auch selbst teilnahm.